# Джордж Греъм
Джордж Греъм (на английски: George Graham) е шотландски футболист и треньор. Най-успешните си години прекарва като играч на Арсенал през 70-те години, а след това и като мениджър на отбора от 1986 до 1995.

## Кариера като играч

### Ранен период
Роден е на 30 ноември 1944 в Глазгоу. Въпреки че е шотландец, Джордж Греъм е играл единствено в Англия и САЩ. Подписва договор с Астън Вила през 1961, когато е едва 17-годишен. Прекарва три години в клуба от Бирмингам, но въпреки това взима само осем участия – макар едно от тях да е на изгубения финал за Купата на Лигата срещу Бирмингам Сити през 1963. Челси го привлича в отбора си през юли 1964 срещу сумата от £5000. Греъм отбелязва 35 гола и 72 участия в лигата с този отбор и печели медал от Купата на Лигата през 1965, но неразбирателството между него и още няколко съотборници с тогавашния им наставник Томи Дохърти все повече нараства. Кулминацията идва, когато той и още седем негови съотборници са изпратени вкъщи с дисциплинарно наказание за закъснение преди една от срещите на отбора през 1965.

### В Арсенал
Арсенал, тогава воден от Барт Мий, търси заместник на Джой Бекър и плаща £75 000 плюс Томи Болдиун, за да го привлече на Хайбъри през 1966 година. Прави своя дебют на 1 октомври 1966 срещу Лестър Сити при загубата с 4:2 и моментално се превръща в неизменна част от титулярния отбор на Арсенал. Става голмайстор на Арсенал през сезоните 1966/67 и 1967/68, като по това време играе на позицията централен нападател, а по-късно след идването на Джон Редфорд сменя позицията си като се измества по крилото и към центъра.
С Арсенал, Греъм губи два финала за Купата на Лигата през 1968 и 1969, преди да спечели Купата на панаирните градове през сезон 1969/70. С основна заслуга е и в сезона, когато Арсенал записва дубъл през 1970/71 и дори отбелязва изравнителното попадение срещу Ливърпул на финала за ФА Къп, макар голът да е официално записан на Еди Кели.

### Национален отбор
Спечелването на дубъла привлича вниманието на селекционера на Шотландия и Греъм записва първото си участие срещу Португалия на 13 октомври 1971. След това записва още дванадесет участия с националната фланелка и отбелязва три гола, преди да изиграе последения си двубой срещу Бразилия на 30 юни 1973, когато вече не е играч на Арсенал.

### Късен период
Пристигането на Алън Бол в средата на сезон 1971/72 прави мястото му в Арсенал доста несигурно и той преминава в Манчестър Юнайтед за £120 000 през декември 1972. В крайна сметка изиграва 308 срещи за Арсенал и отбелязва 77 гола. Прекарва две години в Юнайтед преди да премине в по-нискодивизионните английски отбори на Портсмут и Кристъл Палас. Преди да приключи кариерата си играе едно лято и в американския отбор Калифорния Сърф.

## Кариера като мениджър

### Милуол
След приключване на кариерата си на футболист става за кратко треньор в Кристъл Палас и Куинс Парк Рейнджърс. На [[6 декември] 1982 е назначен за мениджър на ФК Милуоу, намиращи се на дъното на старата Трета дивизия. Греъм разполага с малко време, но въпреки това съумява да спаси отбора от изпадане, а през следващия сезон и да получи промоция за Втора дивизия. След напускането му, отборът печели нова промоция и през 1987/88 влиза в Първа дивизия.

### Арсенал
Постиженията на Греъм с отбора на Милуол привличат вниманието на големите клубове и на 14 май 1986 е назначен за мениджър на бившия си клуб Арсенал. Тогава клубът се намира в тежка ситуация, като не е печелил трофей от спечелената ФА Къп през 1978/79, и се намира далече от топ отборите в първенството. Греъм отстранява доста от тогавашните играчи и ги заменя с нови покупки и играчи от младежките формации на отбора. Налага сериозна дисциплина в отбора както на терена, така и извън него. Формата на отбора скача мигновено и отборът честващ стогодишнината си по това време (1986) е за първи път на върха на таблицата по Коледа от десетилетие насам.
Арсенал завършва на четвърто място в първия сезон, воден от Греъм, и спечелва финала на Купата на Лигата през 1987. След загубения финал за Купата на Лигата през следващата година (шокираща загуба с 3:2 от Лутън Таун), формата им в първенството неизменно започва да се подобрява. Греъм налага тежка дисциплина на защитниците включително тази на младия капитан на отбора Тони Адамс и заедно с Лий Диксън, Стийв Болд и Найджъл Уинтърбърн оформят основата на защитата на отбора в продължение на десетилетие. Противно на очакванията по времето на Греъм, Арсенал не изповядва защитен футбол. Греъм също привлича в отбора и няколко полузащитници, като Дейвид Рокасъл, Майкъл Томас и Пол Мърсън, както и нападателя Алън Смит, с чийто голмайсторски качества вкарва по повече от 20 гола на сезон.
В края на третия сезон на Греъм (1988/89), клубът печели своята първа шампионска титла след 1971, в една изключителна драма срещу Ливърпул в последния двубой за сезона, игран на Анфийлд. Арсенал се нуждае от победа с два гола разлика, за да спечели титлата. Алън Смит отбелязва за Арсенал в началото на второто полувреме и прави 1:0, но времето за Арсенал изтича и в 90-ата минута все още се нуждаят от още един гол. Само няколко секунди преди края Смит прехвърля защитата на Ливърпул и намира Майкъл Томас. Младият полузащитник спокойно овладява топката и я изпраща покрай вратаря Брус Гробелаар право в мрежата му, а Арсенал стават шампиони.
Не успявайки да защити титлата през следващия сезон Греъм привлича вратаря Дейвид Сиймън и шведското крило Андерс Лимпар в края на сезона. И двамата помагат на отбора да спечели отново титлата през следващия сезон (1990/91), както и да достигне до полуфинал за ФА Къп, загубен от кръвния враг Тотнъм Хотспър. Греъм привлича нападател и това е вторият вечен голмайстор на клуба за всички времена Иън Райт, дошъл от Кристъл Палас през октомври. Клубът участва в Европейската купа за пръв път от 1971/72. Арсенал не се представя добре и е отстранен от Бенфика във втория кръг и не успява да влезе в рентабилната групова фаза. Сезонът се превръща от лош в кошмарен, когато „артилеристите“ отпадат и от ФА Къп, отстранени от по-ниско разредните Рексъм, и впоследствие завършват на четвърто място в Лигата.
След този сезон Греъм сменя тактиката си и започва прилагането на защитен футбол, като значително намалява офанзивната част като стратегия на отбора. Основно разчита на головете на Райт, от които отбора става силно зависим. В периода 1986/87 и 1991/92 Арсенал постига средно 66 гола на сезон в първенството (отбелязвайки 81 през 1991/92), докато през 1992/93 до 1994/95 отборът бележи средно 48 гола, като през 1992/93 вкарва само 40 гола и завършва на 10-о място във встъпителния сезон в новосформирания Премиършип, отбелязвайки най-малко голове от всички останали отбори през този сезон.
Греъм се превръща в специалист на турнирните състезания и през 1992/93 Арсенал печели за пръв път двете купи — ФА Къп и Купата на Лигата. И в двете състезания триумфира след победа над Шефийлд Уензди, с 2:1 за Купата на Лигата и с 1:0 на финала за ФА Къп. През следващата година продължават по същия път и печелят Купа на носителите на национални купи, тяхната втора европейска титла. На финала на състезанието побеждават фаворитите и носителите на трофея Парма с минималното 1:0, с изключително дефанзивна игра и гол на Алън Смит след воле с левия крак още в 21-вата минута.
Спечелената Купа на носителите на национални купи през 1994 е и последният трофей на Джордж Греъм с отбора на Арсенал. През февруари е уволнен след близо девет години престой. По-късно е разкрито, че е получил незаконно £425 000 от норвежкия агент Рене Хауге по време на трансфера на Джон Йенсен в Арсенал през 1992, чийто агент е бил Хауге. След това разкритие Греъм е наказан за година от Футболната асоциация заради замесването му в скандали и признанието му, че е получил „нерегламентиран подарък“ от Хауге.

### Лийдс Юнайтед
След като изтърпява наказанието си, Джордж Греъм се връща към мениджърската професия и поема Лийдс Юнайтед през септември 1996. Той поема отбора в период, в който се бори за спасяването си и първата задача на Греъм е да стабилизира защитата. Лийдс записва най-малко голове в първенството от всеки друг клуб (28) и въпреки това завършва на 13-о място. Привличайки играч като Джими Флойд Хаселбанк отборът отбелязва два пъти повече през следващия сезон 1997/98 и завършва на четвърто място, с което си подсигурява участие за Купата на УЕФА.

### Тотнъм Хотспър
През октомври 1998 двугодишният му договор с Лийдс Юнайтед изтича и той става мениджър на Тотнъм Хотспър. Само пет месеца след като поема отбора, той го извежда до победа на финала на Купата на Лигата през 1999 срещу Лестър Сити, а до края на сезона осигурява място на отбора и в Купата на УЕФА през сезон 1999/2000. Въпреки това никога не успява да класира отбора на по-висока позиция от десетото място и през март 2001 е уволнен след неразбирателство с новия президент на клуба Даниел Леви. Въпреки че донася на клуба първия му трофей от осем години насам, Греъм остава недолюбван от по-голямата част от привържениците, поради предишната му слава с кръвния враг на отбора Арсенал.

### След 2001
След 2001 година той се оттегля от мениджърската кариера, концентрирайки се върху кариерата си на анализатор в телевизия Sky Sports. След изтичане на взаимоотношенията му с Тотнъм постъпва в болница заради ревматоиден артрит. След това не е обвързван повече с мениджърската професия.

## Статистика като играч
| 1961-62 | Астън Вила        | Първа дивизия | 0   | 0   |
| 1962-63 | Астън Вила        | Първа дивизия | 2   | 1   |
| 1963-64 | Астън Вила        | Първа дивизия | 6   | 1   |
| 1964-65 | Челси             | Първа дивизия | 30  | 17  |
| 1965-66 | Челси             | Първа дивизия | 33  | 17  |
| 1966-67 | Челси             | Първа дивизия | 9   | 1   |
| 1966-67 | Арсенал           | Първа дивизия | 33  | 11  |
| 1967-68 | Арсенал           | Първа дивизия | 38  | 16  |
| 1968-69 | Арсенал           | Първа дивизия | 26  | 4   |
| 1969-70 | Арсенал           | Първа дивизия | 36  | 7   |
| 1970-71 | Арсенал           | Първа дивизия | 37  | 11  |
| 1971-72 | Арсенал           | Първа дивизия | 40  | 8   |
| 1972-73 | Арсенал           | Първа дивизия | 16  | 3   |
| 1972-73 | Манчестър Юнайтед | Първа дивизия | 18  | 1   |
| 1973-74 | Манчестър Юнайтед | Първа дивизия | 24  | 1   |
| 1974-75 | Манчестър Юнайтед | Втора дивизия | 1   | 0   |
| 1974-75 | Портсмут          | Втора дивизия | 19  | 3   |
| 1975-76 | Портсмут          | Втора дивизия | 39  | 2   |
| 1976-77 | Портсмут          | Трета дивизия | 3   | 0   |
| 1976-77 | Кристъл Палас     | Трета дивизия | 23  | 2   |
| 1977-78 | Кристъл Палас     | Втора дивизия | 21  | 0   |
| Общо    | Общо              | Общо          | 454 | 106 |

## Успехи

### Като играч
Астън Вила
- Купата на Лигата 1963 (второ място)

Челси
- Купата на Лигата 1965

Арсенал
- Купата на Лигата 1968 (второ място)
- Купата на Лигата 1969 (второ място)
- Купа на панаирните градове 1970
- Шампион на Първа Дизизия 1971
- ФА Къп 1971
- ФА Къп 1972 (второ място)

### Като мениджър
Джордж Греъм е един от седмината (към февруари 2012 г.) мениджъри, печелили английското първенство, ФА Къп и Купа на Лигата.
Милуоу
- Трофей на Груповата лига 1983
- Промоция от Трета дивизия 1985

Арсенал
- Купата на Лигата: 1987, 1993
- Купата на Лигата: 1988 (второ място)
- Шампион на Англия: 1989, 1991
- ФА Къп: 1993
- Купа на носителите на национални купи: 1994

Тотнъм Хотспър
- Купата на Лигата 1999